# Rudy Pinceel
Rudy Pinceel (Wilrijk, 21 augustus 1959) is een Belgische Tv- en filmregisseur, Tv- en filmproducent en televisiepresentator

## Televisie en radio
Pinceel studeerde af als Master of Arts aan Sint Lucas Antwerpen. Hij start zijn carrière in 1984 als journalist bij het Belgische weekblad Panorama. Hij werkt in die periode ook voor de toenmalige BRT als illustrator voor het tv-programma 'Vinger in de pap' van producer Kris Smet. In 1987 ruilt hij bij de openbare omroep de tekentafel voor de camera's. Van 1991 tot 2001 is hij voor BRTN tv-presentator, regisseur en producer. Hij presenteert de automagazines 'Mobiele Mensen' en 'Groen Licht'. Samen met Gerty Christoffels en Andrea Croonenbergh presenteert hij de zondagmiddagshow 'Een voor iedereen'. Jarenlang presenteert en regisseert hij voor VRT nog tal van andere tv-programma’s als 'Tofsport', 'Chroomdroom', 'Hobbykids', 'Studio Brussel Watersportdag' en 'Vlaamse Gaaien'.
Van 2001 tot 2004 is hij bij VRT columnist van het komische radioprogramma De Toestand is Hopeloos maar niet Ernstig van Radio 1 producer Paul Jacobs. 

## Films
Met zijn productiehuis House of the Dingo maakt hij tv-programma's voor o.m. de VRT, VTM en Vitaya. In juli 2015 ontmoet hij de pionier van de Europese animatiefilm Raoul Servais. Hij werkt drie jaar lang aan een documentaire over diens leven. 'SERVAIS' gaat in 2018 in wereldpremière op het Filmfestival van Oostende. De film wint prijzen op festivals in Europa, van Madrid tot Reykjavik.
In 2021 regisseert hij samen met Raoul Servais diens kortfilm ‘Der Lange Kerl’, een Frans-Belgische co-productie, met in de hoofdrollen Gilles De Schryver en Matthieu Sys. 

## Palmares
SERVAIS
- World premiere - FILMFESTIVAL VAN OOSTENDE 2018
- Special Selection - FILM FEST GENT 2018 - België
- Winner – Award ‘Best International Documentary’ - ANNUAL AARHUS FILM FESTIVAL 2019 - Denemarken
- Winner – Award ‘Best International Documentary’ – VÄSTERÅS FILM FESTIVAL 2019 - Zweden
- Winner - Jury Special Award - FILMARTE FILM FESTIVAL MADRID 2019 – Spanje
- Winner – AMSTERDAM AROUND FILM FESTIVAL 2019 – Nederland
- Official Selection - MONSTRA ANIMATED FILM FESTIVAL 2019 – Lissabon – Portugal
- Official Selection FILMARTE FILM FESTIVAL 2019 – Madrid – Spanje
- Official Selection MediaLibrary - VISIONS DU REEL 2019 – Nyon – Zwitserland
- Official Selection GOLDEN TREE INTERNATIONAL DOCUMENTARY FESTIVAL 2020 - Duitsland
- Official Selection REYKJAVIK VISIONS FILM FESTIVAL 2020 – IJsland
- Special Selection ANNECY FILM FESTIVAL 2024 - 'Annecy Classics' - Frankrijk

DER LANGE KERL
- Official Selection / World premiere - FILM FEST GENT 2022 - België
- Official Selection - KORTFILMFESTIVAL LEUVEN 2022 - België
- Official Selection - ANIMA FILM FESTIVAL 2023 - België
- Official Selection -  THE EUROPEAN INDEPENDENT FILM FESTIVAL 2023 - Parijs